# 萨霍-阿法尔语
萨霍-阿法尔语屬於亚非语系通行於厄立特里亚、埃塞俄比亚與吉布提等地區。其中，再分出來兩個語言分支：萨霍語、阿法尔语。

### 引用
1. ↑  Raymond G. Gordon, Jr, ed. (2005).  Ethnologue:  Languages of the World.  15th edition. Dallas: Summer Institute of Linguistics. （英文）